# ثلاثي(8-هيدروكسي كينوليناتو) الألومنيوم
ثلاثي(8-هيدروكسي كينوليناتو) الألومنيوم هو مركب ألومنيوم عضوي له الصيغة Al(C9H6NO)3، ويرمز له بـ Alq3 ، وهو معقد تساندي  ترتبط فيه ربيطات ثنائي السن من هيدروكسي الكينولين بذرة ألومنيوم مركزية.

## التحضير
يحضر هذا المعقد من تفاعل 8-هيدروكسي الكينولين مع أيون الألومنيوم الثلاثي:
{\displaystyle \mathrm {Al^{3+}+3C_{9}H_{6}NOH\longrightarrow Al(C_{9}H_{6}NO)_{3}+H^{+}} }

## الخواص
تبدي بلورات هذا المعقد تعدداً في الأشكال:
|          |          |
| mer-Alq3 | fac-Alq3 |

## الاستخدامات
يدخل هذا المعقد في تركيب الثنائيات العضوية الباعثة للضوء، حيث يؤدي التعديل والتحوير في المستبدلات على حلقة الكينولين إلى التغيير في الخواص الضيائية.